# Gymnogramma atmocycla
Gymnogramma atmocycla är en fjärilsart som beskrevs av Edward Meyrick 1918. Gymnogramma atmocycla ingår i släktet Gymnogramma och familjen Lacturidae. Inga underarter finns listade i Catalogue of Life.